# ヤマハ発動機野球部
ヤマハ発動機野球部（やまははつどうきやきゅうぶ）は、静岡県磐田市に本拠地を置き、日本野球連盟に加盟する社会人野球のクラブチームである。
運営母体は、主にオートバイを中心とした輸送用機器製造メーカーのヤマハ発動機。

## 概要
1981年1月、静岡県磐田市に本社を置くヤマハ発動機が『ヤマハ発動機野球部』として設立し、日本野球連盟に会社登録の企業チームとして加盟した。
創部2年目の1982年には、都市対抗野球に初出場しベスト8に進出。同年の社会人野球日本選手権では初出場にして初優勝を達成した。
1983年10月、会社再建のために休部が発表された。その後、社業に専念した選手たちが中心となりクラブチームの『誠和クラブ』を結成し再出発した。
クラブチーム発足当初は、部員は同社や関連会社に勤務するものに限定していたが、現在は社外の選手も積極的に受け入れている。
2005年、チーム名を『ヤマハ発動機野球部』に改称した。
2015年、全日本クラブ野球選手権大会に初出場を果たした（1回戦敗退）。

## 設立・沿革
- 1981年 - 企業チーム『ヤマハ発動機』として設立
- 1982年 - 都市対抗野球大会に初出場（ベスト8）、社会人野球日本選手権大会に初出場（優勝）
- 1983年 - 休部を発表
- 1984年 - クラブチーム『誠和クラブ』として再出発
- 2005年 - チーム名を『ヤマハ発動機野球部』に改称
- 2015年 - 全日本クラブ野球選手権大会に初出場（初戦敗退）

## 主要大会の出場歴・最高成績
- 都市対抗野球大会 - 出場1回、ベスト8
- 社会人野球日本選手権大会 - 出場1回、優勝（1982年）
- 全日本クラブ野球選手権 - 出場1回
- JABA新潟大会 - 優勝1回（1983年）

## 主な出身プロ野球選手
- 阿部慶二 - 1983年ドラフト6位で広島東洋カープから指名